# Garé (település)
Garé község Baranya vármegyében, a Siklósi járásban.

## Nevének eredete
A településnév valószínűleg a középkorban itt birtokos Gara család nevéből ered, eredeti jelentése ez esetben: Garáé. Pesty Frigyes szerint a település nevét a falutól északra, az ún. Domb-dűlő helyén egykor állt Gara vára után kapta.

## Fekvése
A Dél-Dunántúlon fekszik, Pécstől légvonalban mintegy 17, közúton 21 kilométerre délre. A falut a Szőkei- és a Bostai-árok veszi körül. Északi részét a helyiek Fölsőfalunak, déli részét Alsófalunak nevezik. Vallási megoszlás alapján előbbit pápista (katolikus), utóbbit kálomista (református) résznek is hívták.
A szomszédos települések: észak felől Bosta, északkelet felől Szalánta, kelet felől Túrony, dél felől Csarnóta, délnyugat felől Szava, északnyugat felől pedig Szőke.

### Megközelítése
Központján kelet-nyugati irányban végighúzódik a Túronytól Bogádmindszentig vezető 5815-ös út, így ez a legfontosabb közúti megközelítési útvonala; Szavával az 5813-as út köti össze.
A megyeszékhely Pécs, illetve a járási székhely Siklós és Harkány felől egyaránt az 58-as főúton közelíthető meg, amelyről Túrony északi szélén kell letérni nyugat felé az 5815-ös útra; a főúttól Garé szűk 3 kilométerre helyezkedik el.

## Története
Garé és környéke már a kőkorszakban is lakott hely volt, az itt talált leletek bizonysága szerint.
Nevét az oklevelek 1329-ben említették először Garee, majd 1332-ben Gara, 1446-ban Gare alakban írva. A Garé a Kán nemzetségbeli László vajda birtoka volt, kitől per útján az Aba nemzetségbeli Nekcsei Sándor fiai szerezték meg anyjuk leánynegyede fejében. 1329-ben a régi Kisdér határjárásában az idevezető utat említették. A nagyrészt magyarok lakta település birtokosa volt a Derzsi, Himfi, Nekcsei és Hédervári család is.
Az 1554-es defteri összeírás szerint 23, az 1565-ös összeírás szerint 25, az 1582-es összeírás szerint 30 családfő élt a faluban. A falu a kettős adóztatás terhe mellett – vagyis a török és a magyar uraknak is adózni kellett – maradt fönn. A török időszakban vált a falu reformátussá.
A református gyülekezet 1796-ban vált önállóvá a szavai gyülekezettől.
1851-ben Fényes Elek a következőket írta a faluról:

„Garé, magyar falu, Baranya vmegyében, magas helyen fekszik s egykor Siklós várát biró Gara nádoré volt, s a falu éjszaki részén most is nagyszerű épületromokra akadnak. Pécshez 2 mfld, ut. p. Szalánta 3/4 óra. Lakja 239 r. kath., 205 ref., s mind a két felekezetnek helyben van papja és temploma. Határa 1800 hold, mellyből urb. beltelek 100 h., szántóföld 511 h., rét 231 h., majorsági beltelek 16, szántóföld 243 h., rét 18 h., elkülönzött urad. tiszta legelő 16 2/8, erdős 111 h., urbéri tiszt 35, erdei 151 h., szőlőhegy 50 hold. Sárga agyagos földje terem buzát, rozsot, kukoriczát, hajdinát, zabot. Birja a pécsi nagyprépost.”

1974-ben a garéi és a túronyi termelőszövetkezet beleolvadt a szalántaiba. A település határában fekvő lerakótelepen az 1980-as években nagy tömegben raktak le veszélyes vegyi anyagokat.

## Közélete

### Polgármesterei
- 1990–1994: Lowescher János (független)[8]
- 1994–1998: Lowescher János (független)[9]
- 1998–2002: Lowescher János (független)[10]
- 2002–2006: Víg Imre (független)[11]
- 2006–2010: Víg Imre (független)[12]
- 2010–2012: Tóth Béla (független)[13]
- 2012–2014: Ifj. Víg Imre (független)[14][15]
- 2014–2019: Víg Imre Béla (független)[16]
- 2019–2024: Víg Imre Béla (független)[17]
- 2024–2025: Peternai Balázs (független)[18]
- 2025– : Tóth Judit (független)[1]

A településen 2012. július 8-án amiatt kellett időközi polgármester-választást (és képviselő-testületi választást) tartani, mert az év kora tavaszán a helyi képviselő-testület indokolás nélkül az önfeloszlatás mellett döntött. A választáson a hivatalban lévő polgármester is elindult, de három jelölt közül csak a második helyet tudta elérni.
2025. július 6-án ismét időközi polgármester-választást (és képviselő-testületi választást) kellett tartani a faluban, ezúttal is a testület néhány hónappal korábban kimondott önfeloszlatása miatt.

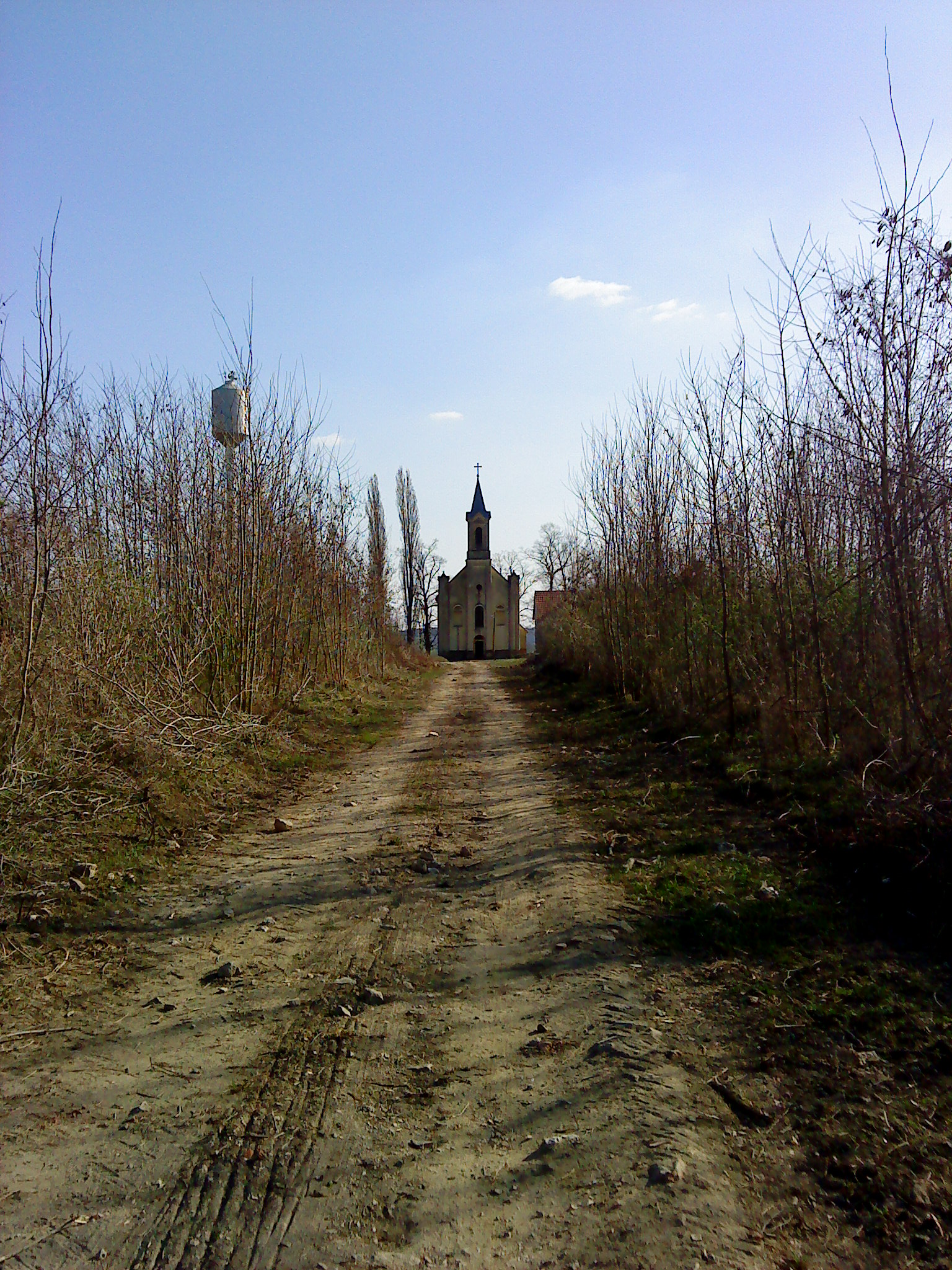
A garéi misés út vége a katolikus templomnál. A bostai és szilvási hívek régen ezen az úton közelítették meg a templomot

## Népesség
A település népességének változása:
| Lakosok száma | 307  | 283  | 288  | 288  | 281  | 275  | 276  | 279  |
|               | 2013 | 2014 | 2015 | 2019 | 2021 | 2022 | 2023 | 2024 |

A 2011-es népszámlálás során a lakosok 82,7%-a magyarnak, 5,4% cigánynak, 0,3% horvátnak, 0,3% németnek mondta magát (16,9% nem nyilatkozott; a kettős identitások miatt a végösszeg nagyobb lehet 100%-nál). A vallási megoszlás a következő volt: római katolikus 54,2%, református 11,9%, evangélikus 1%, felekezeten kívüli 11,2% (20,7% nem nyilatkozott).
2022-ben a lakosság 88%-a vallotta magát magyarnak, 3,3% cigánynak, 0,7% németnek, 0,4% szlováknak, 0,7% egyéb, nem hazai nemzetiségűnek (12% nem nyilatkozott; a kettős identitások miatt a végösszeg nagyobb lehet 100%-nál). Vallásuk szerint 35,6% volt római katolikus, 12,4% református, 0,7% evangélikus, 2,9% egyéb katolikus, 16,7% felekezeten kívüli (31,3% nem válaszolt).

## Nevezetességei

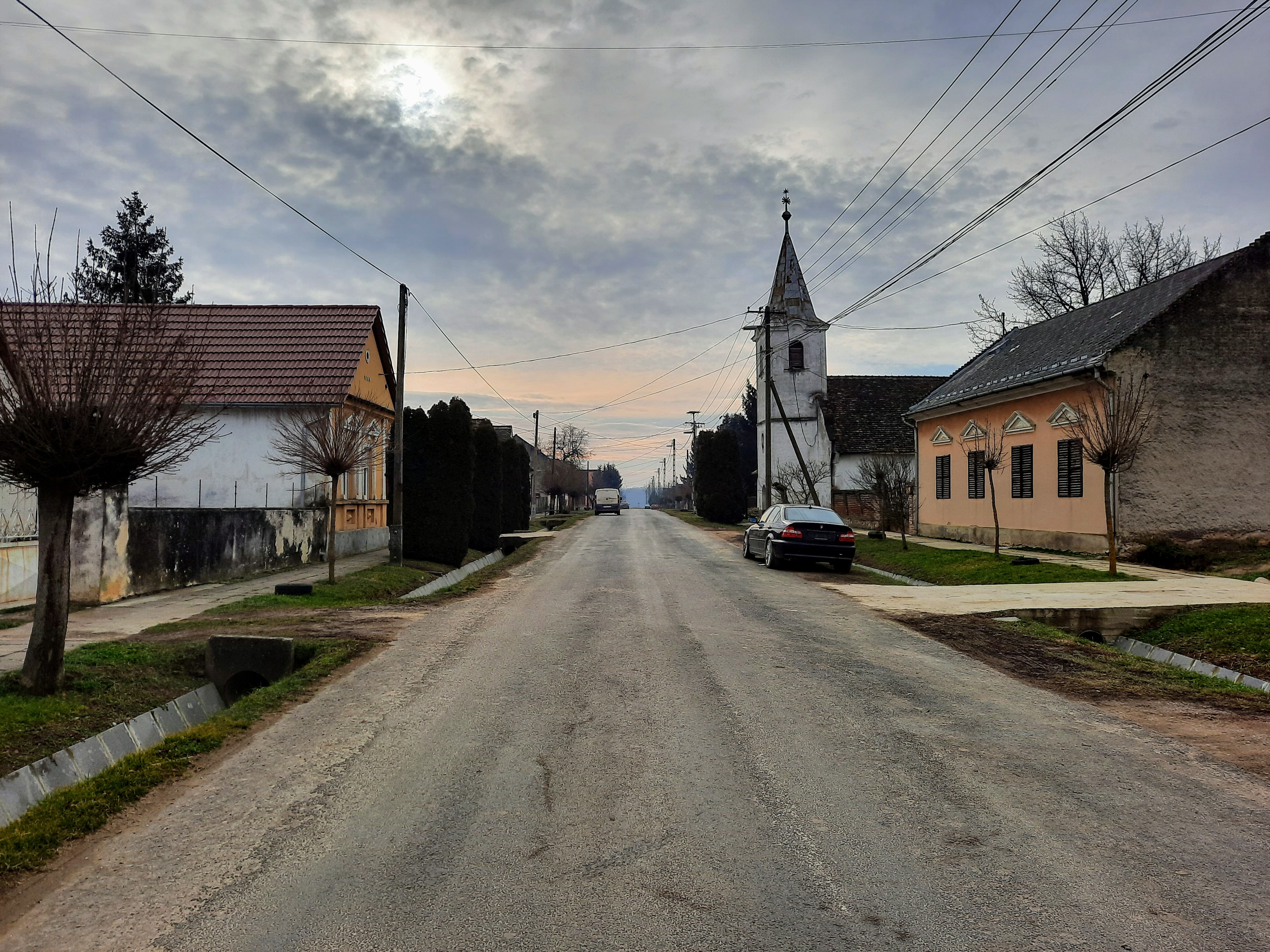
Rákóczi utca a református templommal

- Római katolikus templom: 1875-ben épült, Nagyboldogasszony tiszteletére szentelték fel. Műemlék.
- Református templom: 2 vagy 3 református temploma volt a falunak. Bizonytalan, hogy legelső templom, templom volt-e, ugyanis írásos bizonyíték nem maradt fönn.[22] 1797-ben bizonyosan épült egy református templom, amely rossz anyagokból készült, ezért 1820-ig lebontották. A mai is álló templomot 1821-ben kezdték építették, végül 1826-ban fejezték be.[23] A templom kazettás festményei műemléki védettséget kaptak.

## Legendák

### Petike-forrás
A garéi Petike-forrás legendáját a Rejtett kincsek nyomában című könyvben jegyezték le.
A legenda szerint Garéban élt a környék leggazdagabb embere, Sólyom Sándor, aki gőgös, gonosz természetű volt. Neki volt egy szép és szerény, Magdolna nevű lánya, illetve Sólyoméknál szolgált az árva Karély Péter, vagy ahogy mindenki hívta: Petike. 
Amikor a lány eladósorba került, az apa Czövek Imrét szemelte ki vőlegényéül; Magdolnának azonban a falu tanítója volt a szerelme, de ezt a kapcsolatot Sólyom Sándor határozottan ellenezte. A fiatal szerelmeseknek Petike segített, aki figyelte az apát, és gyanú esetén jelzett nekik. Egyik nap azonban Czövek Imre megleste a szőlőben Magdolnáékat; a látottakat elmesélte Sólyom Sándornak, és ezzel egyidejűleg föl is bontotta az eljegyzést. 
Az apa az események hatására felbőszült és felkapta a háznál lévő baltát. Petike ezt látva kirohant a szőlőbe, hogy értesítse a fiatal szerelmeseket. A fiatalok elfutottak az erdőbe. A szőlő mellett volt egy nagy tölgyfa. Itt ült Petike reszketve, mikor Sólyom Sándor megtalálta. Ekkor kérdőre vonta, hogy hol vannak Magdolnáék, de annyira mérges volt, hogy nem érdekelte semmi, és lecsapott a baltával Petikére. Az ártatlan fiú ott esett össze. Sólyom Sándor kezéből kiesett a balta az ütéskor, ami a tölgyfa melletti sziklának csapódott. Ekkor hirtelen víz tört föl a földből. E forrást nevezték később Petike-forrásnak.
Sólyom Sándort a legenda szerint a dühtől és a tettétől megütötte a guta, holtan esett össze. A két fiatal szerelmes, mikor visszatért, eltemette a két halottat.

### Öreg tölgy

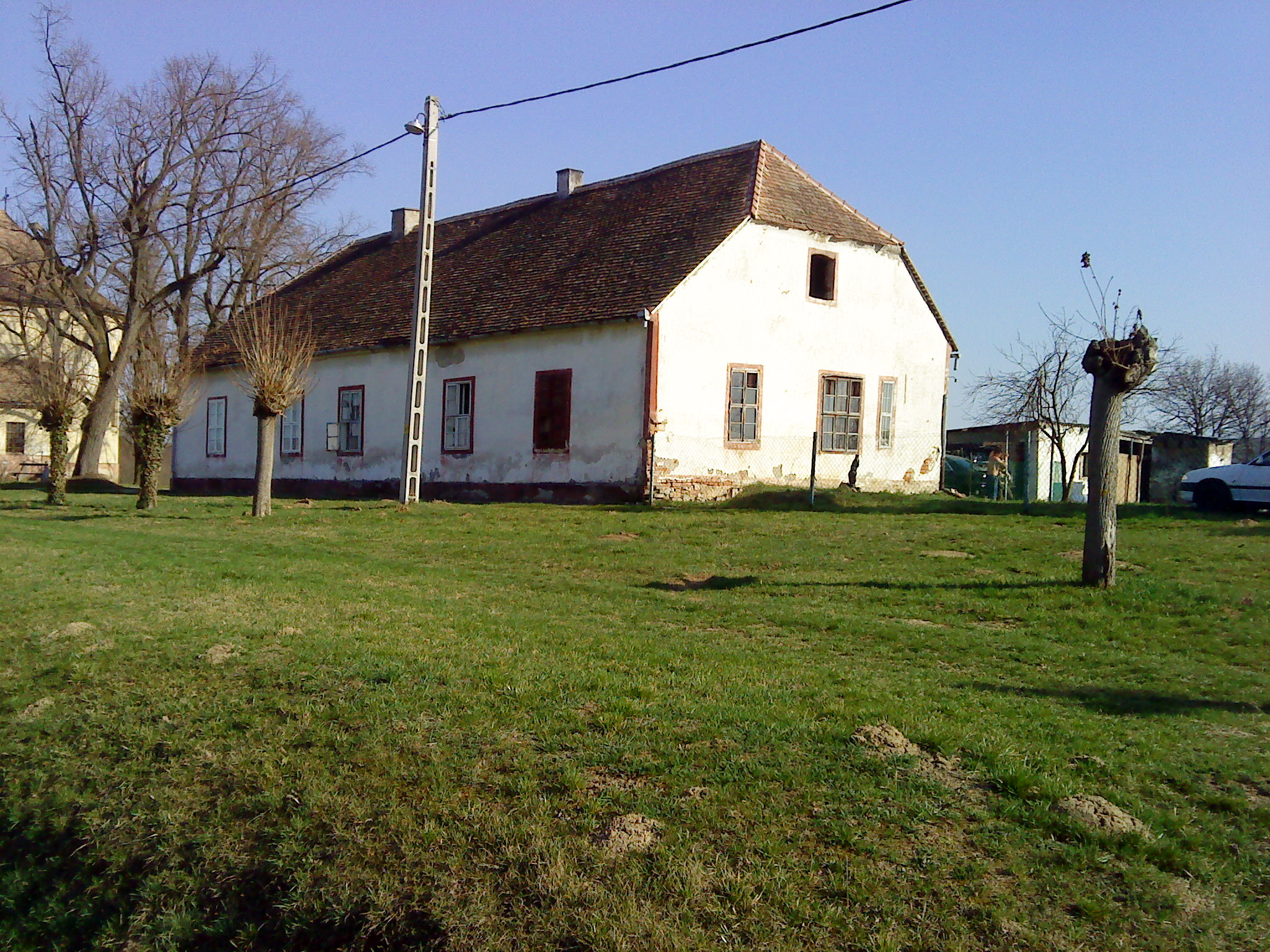
a régi paplak

A garéi Öreg tölgy legendáját szintén a Rejtett kincsek nyomában című könyvben jegyezték le.
Az egykori iskola melletti téren akácos volt. Itt ült egyik nap egy helyi pásztor, aki az alábbi történetet mesélte el:
Egykoron a falu leggazdagabb embere egy bizonyos Simon volt, aki nemcsak gonosz, de csúf is volt, így nem szerette senki. Egy cselédasszonya volt csak, mert senki nem bírta elviselni őt.
Egyik este egy lányt hozott magával a kupeckedéssel foglalkozó Simon. A lányt magához csábította azzal, hogy jobb életet ígért neki, mint előző helyén. Természetesen hamar kiderült, hogy milyen ember Simon, de a lány nem mert elmenekülni a házból, hiába próbálta rábeszélni a cselédasszony.
Élt abban az időben egy betyár, akit Serege Mihálynak hívtak. Mikor észrevette, hogy Simon elment otthonról, beosont a házba, hogy valami értékeset lopjon. Ekkor pillantotta meg a fiatal leányzót. Megtetszettek egymásnak. Mihály megígérte, hogy visszatér a lányért, és magával viszi biztonságos helyre. 
Simon aznap este hazaért, és mivel a leány nem akart a felesége lenni, megverte a férfi. A lány elmenekült a háztól nem messze álló tölgyfához, fölmászva az egyik ágra, elbújt. Másnap Serege Mihály sikeresen elvitte magával, és egybekeltek.
1848-ban Mihály úgy döntött, hogy beáll katonának. Az egyik ütközetben elesett. Az ifjú feleség hiába várta vissza férjét. Azóta senki nem tudja mi történt a lánnyal az erdő sűrűjében.